# Woodstock (Vermont)
Woodstock ist eine Town im Windsor County des Bundesstaates Vermont in den Vereinigten Staaten mit 3005 Einwohnern (laut Volkszählung von 2020). Es ist das Verwaltungszentrum (Shire Town) des Countys.

## Geografie

### Geografische Lage
Woodstock liegt östlich des Hauptkammes in den Green Mountains und wird vom Ottauquechee River, einem Zufluss des Connecticut River, durchflossen. Die wichtigsten Erhebungen sind der Blake Hill, der Mount Tom und der Mount Peg. Woodstock gehört zum sogenannten Upper Valley, einer Region in Vermont und New Hampshire entlang des Connecticut.

### Nachbargemeinden
Alle Entfernungen sind als Luftlinien zwischen den offiziellen Koordinaten der Orte aus der Volkszählung 2010 angegeben.
- Norden: Pomfret, 5,4 km
- Nordosten: Hartford, 18,2 km
- Osten: Hartland, 12,2 km
- Südosten: West Windsor, 6,5 km
- Süden: Reading, 6,6 km
- Südwesten: Plymouth, 17,6 km
- Westen: Bridgewater, 15,8 km
- Nordwesten: Barnard, 10,6 km

Hinweis: Woodstock teilt keine gemeinsame Grenze mit den Ortschaften Barnard und Plymouth. Die Orte liegen aber derart nah beieinander, dass eine Aufnahme in diese Liste sinnvoll ist.

### Klima
|                       | Jan   | Feb   | Mär | Apr  | Mai  | Jun  | Jul  | Aug  | Sep  | Okt  | Nov  | Dez   |   |      |
| Mittl. Tagesmax. (°C) | −1,7  | −0,4  | 4,9 | 12,4 | 19,9 | 24,6 | 27,3 | 25,8 | 21,6 | 14,9 | 7,3  | 0,2   | ⌀ | 13,1 |
| Mittl. Tagesmin. (°C) | −14,7 | −14,1 | −7  | −1,0 | 4,8  | 10,0 | 12,6 | 11,3 | 7,4  | 1,3  | −3,4 | −10,7 | ⌀ | −0,2 |
|                       |       |       |     |      |      |      |      |      |      |      |      |       |   |      |
| Niederschlag (mm)     | 73    | 70    | 79  | 83   | 89   | 88   | 97   | 83   | 92   | 86   | 89   | 82    | Σ | 1011 |
|                       |       |       |     |      |      |      |      |      |      |      |      |       |   |      |
| Regentage (d)         | 9     | 8     | 9   | 9    | 11   | 11   | 11   | 10   | 9    | 9    | 10   | 9     | Σ | 115  |

| −14,7 |

| −14,1 |

| −7 |

| −1,0 |

| 4,8 |

| 10,0 |

| 12,6 |

| 11,3 |

| 7,4 |

| 1,3 |

| −3,4 |

| −10,7 |

| −14,7 |

| −14,1 |

| −7 |

| −1,0 |

| 4,8 |

| 10,0 |

| 12,6 |

| 11,3 |

| 7,4 |

| 1,3 |

| −3,4 |

| −10,7 |

Die mittlere Durchschnittstemperatur in Woodstock liegt zwischen −8,1 °C im Januar und 20,0 °C im Juli; die mittlere Jahrestemperatur liegt bei 6,4 °C. Das entspricht weitgehend den durchschnittlichen Temperaturwerten Vermonts. Die Schneefälle zwischen Oktober und Mai liegen mit rund 45 cm (18 inch) im Januar als Spitzenwert fast doppelt so hoch wie die mittlere Schneehöhe in den USA. Die tägliche Sonnenscheindauer liegt am unteren Rand des Wertespektrums der USA.

## Geschichte
Das Gebiet wurde am 10. Juli 1761 von Gouverneur Benning Wentworth ausgerufen und etwa ab 1768 besiedelt. Durch die Flusslage mit Wasserkraft gut versorgt, entstanden neben den Farmen an den Ufern des Ottauquechee zunächst diverse Mühlen, später auch Fabriken, die ihre Produkte ab 1878 auch mit der damals fertiggestellten Woodstock Railway über White River Junction in die umliegenden Bundesstaaten exportierten. Die Bahnstrecke wurde infolge des wirtschaftlichen Niedergangs ab 1929 aber unrentabel und 1933 endgültig geschlossen. Woodstock lebt heute in erster Linie von Tourismus; viele Wohnhäuser sind als Zweitwohnsitze an Bewohner aus New York und der Metropolen der Ostküste verkauft oder vermietet.
Carl Zuckmayer lebte mit seiner Frau, der Schriftstellerin Alice Herdan-Zuckmayer ab dem Winter 1944/45 in einem kleinen Farmhaus in Woodstock. Hier entstand seine Erzählung Der Seelenbräu. Auch nachdem er nach Kriegsende zurück nach Deutschland gegangen war, kehrte die Familie regelmäßig bis 1958 zurück nach Woodstock, um sich auf der Farm zum Schreiben zurückzuziehen.

### Religionen
In Woodstock sind eine episkopale (St. James), eine unitarische, eine römisch-katholische (Our Lady of the Snow) und eine jüdische Gemeinde (Shir Heharim) zu finden.

### Einwohnerentwicklung
| Volkszählungsergebnisse – Town of Woodstock, Vermont | Volkszählungsergebnisse – Town of Woodstock, Vermont | Volkszählungsergebnisse – Town of Woodstock, Vermont | Volkszählungsergebnisse – Town of Woodstock, Vermont | Volkszählungsergebnisse – Town of Woodstock, Vermont | Volkszählungsergebnisse – Town of Woodstock, Vermont | Volkszählungsergebnisse – Town of Woodstock, Vermont | Volkszählungsergebnisse – Town of Woodstock, Vermont | Volkszählungsergebnisse – Town of Woodstock, Vermont | Volkszählungsergebnisse – Town of Woodstock, Vermont | Volkszählungsergebnisse – Town of Woodstock, Vermont |
| Jahr                                                 | 1700                                                 | 1710                                                 | 1720                                                 | 1730                                                 | 1740                                                 | 1750                                                 | 1760                                                 | 1770                                                 | 1780                                                 | 1790                                                 |
| ---------------------------------------------------- | ---------------------------------------------------- | ---------------------------------------------------- | ---------------------------------------------------- | ---------------------------------------------------- | ---------------------------------------------------- | ---------------------------------------------------- | ---------------------------------------------------- | ---------------------------------------------------- | ---------------------------------------------------- | ---------------------------------------------------- |
| Einwohner                                            |                                                      |                                                      |                                                      |                                                      |                                                      |                                                      |                                                      |                                                      |                                                      | 1605                                                 |
| Jahr                                                 | 1800                                                 | 1810                                                 | 1820                                                 | 1830                                                 | 1840                                                 | 1850                                                 | 1860                                                 | 1870                                                 | 1880                                                 | 1890                                                 |
| Einwohner                                            | 2132                                                 | 2672                                                 | 2610                                                 | 3044                                                 | 3315                                                 | 3041                                                 | 3062                                                 | 2910                                                 | 2815                                                 | 2545                                                 |
| Jahr                                                 | 1900                                                 | 1910                                                 | 1920                                                 | 1930                                                 | 1940                                                 | 1950                                                 | 1960                                                 | 1970                                                 | 1980                                                 | 1990                                                 |
| Einwohner                                            | 2557                                                 | 2545                                                 | 2370                                                 | 2469                                                 | 2512                                                 | 2613                                                 | 2786                                                 | 2608                                                 | 3214                                                 | 3212                                                 |
| Jahr                                                 | 2000                                                 | 2010                                                 | 2020                                                 | 2030                                                 | 2040                                                 | 2050                                                 | 2060                                                 | 2070                                                 | 2080                                                 | 2090                                                 |
| Einwohner                                            | 3232                                                 | 3048                                                 | 3005                                                 |                                                      |                                                      |                                                      |                                                      |                                                      |                                                      |                                                      |

## Kultur und Sehenswürdigkeiten

### Museen
Am Nordrand der Gemeinde findet sich ein Museumshof, Billings Farm, der auf traditionelle Weise produziert und Kindern und Erwachsenen Vorführungen alter landwirtschaftlicher Arbeitstechniken bietet. Das Haus, in dem der Dichter George Perkins Marsh aufwuchs, ist ebenfalls erhalten und steht in der Liste der National Historic Landmarks in Vermont als George Perkins Marsh Boyhood Home.

### Bauwerke
Drei Covered Bridges, reine Holzkonstruktionen, überspannen den Ottauquechee River: die Lincoln Covered Bridge von 1865, die Middle Covered Bridge von 1969 sowie die Taftsville Covered Bridge von 1836.

### Parks
Der Marsh–Billings–Rockefeller National Historic Park ist ein zweiteiliges, 1956 gegründetes Naherholungsgebiet mit einem 14 acres (etwa 5,6 ha) großen Bergsee.

## Wirtschaft und Infrastruktur

### Verkehr
Der Ort ist durch die den Hauptort berührende, in Ost-West-Richtung verlaufende Schnellstraße Interstate 4 an das Netz amerikanischer Highways angeschlossen. Als wichtige Verbindung in den Süden mündet zusätzlich die Vermont State Route 106, ebenfalls im Hauptort; die Vermont State Route 12 führt, von Osten kommend, die Verbindung in den Norden weiter.

### Medien
Im Ort sind zwei lokale UKW-Sender angesiedelt: WMXR (auf Frequenz 93,9 MHz) und WGLV (auf Frequenz 91,7 MHz).

### Öffentliche Einrichtungen
Neben den üblichen städtischen Verwaltungen und der öffentlichen Bibliothek sind in Woodstock keine öffentlichen Einrichtungen verfügbar. Das nächstgelegene Krankenhaus ist das Dartmouth-Hitchcock Medical Center in Hanover, New Hampshire.

### Bildung
Alle Schulformen bis zur High School sind in der Town vertreten.
In der Ortschaft werden drei Schulen betrieben, die alle Ausbildungsstufen bis einschließlich der Highschool abdecken: die private Ottauquechee School, die sechszügige, öffentliche Woodstock Elementary School und die ebenfalls öffentliche Woodstock Union Middle and High School, die die Klassen 7 bis 12 anbietet.

## Persönlichkeiten

### Söhne und Töchter der Stadt
- Benjamin Emmons (1777–1843), Geschäftsmann und Politiker von Vermont und Missouri, Sohn des Gründers von Woodstock Benjamin Emmons (1737–1811)
- Sylvester Churchill (1783–1862), Journalist und Offizier der U.S. Army
- Norman Williams (1791–1868), Politiker und Anwalt der Vermont Secretary of State und Vermont Auditor of Accounts war
- George Perkins Marsh (1801–1882), Politiker und Schriftsteller
- Hiram Powers (1805–1873), Bildhauer des Klassizismus
- Francis Hobart Herrick (1858–1940), Naturforscher, Ornithologe und Hochschullehrer
- Leighton P. Slack (1867–1938), Vizegouverneur Vermonts und Richter am Vermont Supreme Court
- Keegan Bradley (* 1986), Profigolfer

### Persönlichkeiten, die vor Ort gewirkt haben
- Charles Marsh (1765–1849), Politiker und Vertreter Vermonts im US-Repräsentantenhaus; begann seine Karriere als Rechtsanwalt in Woodstock
- Andrew Tracy (1797–1868), Politiker und Vertreter Vermonts im US-Repräsentantenhaus; führte hier ab 1838 bis zu seinem Tod eine Anwaltskanzlei
- Julius Converse (1798–1885), Politiker und Gouverneur Vermonts; praktizierte hier als Rechtsanwalt
- Peter T. Washburn (1814–1870), Politiker und Gouverneur Vermonts; war Präsident der Eisenbahngesellschaft Woodstock Railway und Direktoriumsmitglied der Rutland-and-Woodstock-Eisenbahn
- Franklin S. Billings (1862–1935), Politiker und Gouverneur Vermonts; war Direktor der Eisenbahngesellschaft Woodstock Railway
- Alice Herdan-Zuckmayer (1901–1991), deutsche Schriftstellerin
- Paul Scheffer (1883–1963), deutscher Journalist und ehemaliger Chefredakteur des Berliner Tageblatts; besaß hier eine Farm
- Carl Zuckmayer (1896–1977), deutscher Schriftsteller